# Reid Ewing
Reid Ewing (* 7. November 1988) ist ein US-amerikanischer Schauspieler und Musiker. Bekanntheit erlangte er vor allem durch die Rolle des Dylan Marshall aus der Serie Modern Family.

## Leben und Karriere
Reid Ewing stammt aus dem US-Bundesstaat Florida. Er besuchte die Dreyfoos School of the Arts, eine High School mit künstlerischem Profil, in West Palm Beach. Nach dem Schulabschluss studierte er am New York Conservatory for Dramatic Arts, bevor er nach Los Angeles zog. Während der Zeit in Florida sammelte er erste Schauspielerfahrungen auf der Theaterbühne.
Seine erste Schauspielrolle vor der Kamera übernahm er 2008 mit einem Auftritt im Fernsehfilm Sunday! Sunday! Sunday!. Von 2009 bis 2011 war er wiederkehrend als Charlie Plunk in der Serie Zeke und Luther zu sehen. Ebenfalls 2009 übernahm er die Rolle des Dylan Marshall in der Mockumentary Modern Family. in dieser Rolle war er im Laufe der Serie in jeder Staffel zu sehen. Mit Beginn der finalen elften Staffel war er ab 2019 Teil der Hauptbesetzung. Er spielt die Instrumente Gitarre, Banjo und Klavier. Für Modern Family schrieb er den Song In the Moonlight (Do Me), den er im Laufe der ersten Staffel aufführt. 2011 spielte er eine kleine Nebenrolle in Meine Schwester Charlie und war zudem im Horrorfilm Fright Night als Ben Wegner zu sehen.
2014 war er im Filmdrama Mall: Wrong Time, Wrong Place als Beckett zu sehen.

## Persönliches
2015 machte Ewing seine Dysmorphophobie öffentlich, wegen welcher er sich mehrerer Operationen unterzog. Das erste Mal 2008 im Alter von 20 Jahren. Außerdem outete er sich als homosexuell.

## Filmografie (Auswahl)
- 2008: Sunday! Sunday! Sunday! (Fernsehfilm)
- 2009–2011: Zeke und Luther (Fernsehserie, 4 Episoden)
- 2009–2020: Modern Family (Fernsehserie, 63 Episoden)
- 2010: In Between Days (Kurzfilm)
- 2011: Meine Schwester Charlie (Good Luck Charlie, Fernsehserie, 3 Episoden)
- 2011: The Truth Below
- 2011: Fright Night
- 2012: The Silent Thief
- 2012: Dating Rules from My Future Self (Fernsehserie, Episode 2x01)
- 2013: Newsreaders (Fernsehserie, Episode 1x06)
- 2013: Crush
- 2013: 10 Rules for Sleeping Around
- 2014: Mall: Wrong Time, Wrong Place (Mall)
- 2015: Wingman Inc.
- 2016: Temps
- 2016: Sundown
- 2017: South Dakota